# Rio do Antônio (kommun)
Rio do Antônio är en kommun i Brasilien.   Den ligger i delstaten Bahia, i den östra delen av landet, 600 km öster om huvudstaden Brasília. Antalet invånare är 14 786.
Omgivningarna runt Rio do Antônio är huvudsakligen savann. Runt Rio do Antônio är det glesbefolkat, med 13 invånare per kvadratkilometer.